# H145M
A H145M egy többfeladatú katonai helikopter, amelyet az Airbus vállalat gyárt a civil EC145/H145 helikoptercsalád alapján. A kéthajtóműves helikopter a kétfős személyzetén kívül legfeljebb kilenc főt képes szállítani. Az HForce fegyverrendszernek köszönhetően könnyű támadó helikopterként is használható. A Magyar Honvédség kötelékében 19 darab H145M helikopter szolgál. Az eredeti 20 gépes flottából 2023. június 21-én Horvátország területén zajló hadgyakorlat során az egyik helikopter lezuhant.

## Kialakítása, jellemzői
A H145M a széles körben elterjedt civil EC145/H145 típuson alapul, azonban jelentős módosításokra, fejlesztésekre volt szükség annak érdekében, hogy harci helyzetben is megállja a helyét.
A típus két hajtóművel rendelkezik, amely egy négylapátos forgószárnyat és egy ún. fenestron kialakítású faroklégcsavart hajt meg. Utóbbi biztonsági szempontból is fontos: kisebb a balesetveszély, amikor a farok alatti  hátsó ajtót használják illetve a faroklégcsavar sérülésének valószínűsége is kisebb. A fenestron kialakításának köszönhetően a helikopter zajszintje és ezáltal az észlelhetősége is kisebb.
A Turbomeca Arriel 2E gázturbinák 566 kW (771 LE) teljesítményűek, felszálláskor ez a terhelés 657 kW-ra (894 LE),vészhelyzetben két percig pedig 764 kW-ra (1039 LE), félpercig 788 kW-ra (1072 LE) növelhető. A XXI. századi követelményeknek megfelelően a hajtóművek „double-channel” FADEC (Full Authority Digital Engine Control – teljesen digitális szabályozású hajtóművezérlő rendszer) vezérlésűek.
A helikopter a két pilótán kívül 9 főt képes szállítani, belső hasznos terhelése 1905 kg, külső függesztéssel 1600 kg. Maximális terhelés esetén a hatótávolság jelentősen lecsökken, ezért a Magyar Honvédségnél a  két pilóta mellé általában öt utast szállítása a jellemző. Ez általában kétórányi repülési időt tesz lehetővé.
A három nagyméretű képernyőből álló műszerfalon két kijelzőn a navigációs és fedélzeti rendszerek adatai láthatók, egy pedig opcionálisan változtatható a másik pilóta/fegyverkezelő számára. Utóbbin megjeleníthető például az egyes konfigurációkban a helikopter orra alatt található optikai szenzortorony képe vagy akár a Spike páncéltörő rakéta által visszasugárzott célkép.  A H145M-et egypilótás üzemeltetésre is felkészítették, az adatokat a Helionix rendszer automatikusan fontossági sorrendben mutatja, lényegtelen adatokkal nem terheli a pilótát. A képernyőfunkciók felcserélhetők.
A helikopter orr-része alá szerelhető az infravörös kamerával, lézeres távmérővel és célmegvilágítóval ellátott, mintegy 22 kg-os Wescam MX–15Di szenzortorony (EOS). A szenzortorony vibrációtól védve került beépítésre és 6–8 km távolságban található járművekről nappal és éjszaka, valamint bonyolult látási viszonyok között is megfelelő felbontású képet ad. A Wescam MX–15 rendszerrel automatikusan megjelölhető és követhető a kívánt mozgó célpont. Digitális kamerájával felvétel is rögzíthető. A szenzortoronnyal nagyobb távolságból és pontosabban lehet a csöves tűzfegyverekkel a célzott lövéseket leadni, valamint a felderítési távolság is nagyobb.
A négycsatornás dual duplex Automatic Flight Control System (robotpilóta) képes függőlegesen, egy pont felett emberi beavatkozás nélkül függeszkedni. Ezzel a képességgel a feladat-végrehajtás pontossága növelhető, a hajózó személyzet terhelése pedig csökkenthető. A helikopter csörlővel is megrendelhető, tehát kutató-mentő feladatok ellátására is alkalmas.
A H145M fejlett önvédelmi rendszerrel rendelkezik: a AAR–60 rendszer érzékeli légvédelmi rakéták intenzív hőkibocsátását és riasztja személyzetet illetve szükség esetén gyorsan aktiválja a rakétaindítás irányának megfelelő zavarótöltet-kivetőket. Ezekből négy található a helikopter talpaira szerelve, egyenként 30 darab ún. infracsapdát tartalmaznak.  A típuson radarbesugárzás érzékelő nincsen, de az imént említett önvédelmi rendszerrel valamennyi magyar felségjelű gép fel van szerelve.
Mindkét pilótaülés páncélozott, védett kézi lőfegyverek tüzével szemben. Az üzemanyagtartályok önzáródóak, 20 mm gépágyú lövedékek és repeszek sem képesek üzemanyag elfolyást vagy meggyulladást előidézni. A csúszótalpak és speciális kialakítású ülések energiaelnyelő funkcióval is bírnak. A rendszerek és a vezetékek többszörös redundanciája tovább növeli a helikopter túlélőképességét.

## Fegyverzete
A helikopter az Airbus által kifejlesztett HForce rendszert alkalmazza, amely oldalanként egy-egy felfüggesztési pontból és a hozzátartozó felderítő és célzó rendszerből áll.
Az HForce rendszer több szintű, moduláris megoldást biztosít, amelyek az Airbus megfogalmazásában a következők:
- Nulladik opció: a helikopter fel van szerelve a fegyverek hordozásához szükséges bekötési pontokkal, de fegyverek használatára nem képes. Ez az opció az esetleges jövőbeli továbbfejlesztést teszi lehetővé, ha mégis szeretné a megrendelő felfegyverezni a helikoptereit.
- Első opció: nem rendelkezik optikai szenzortoronnyal (EOS),  csak a pilóta sisakcélzójával képes nem irányított rakétákkal és gépfegyverekkel tüzelni.
- Második opció: rendelkezik optikai szenzortoronnyal (EOS),  a pilóta mellett a másodpilóta/fegyverkezelő is képes fegyvereket bevetni az  optikai szenzortornyot használva. A pilóta sisakcélzós fegyverhasználati képessége megmarad. Lényegében ez a hagyományos harci helikopterek személyzetének munkamegosztásával azonos működést tesz lehetővé.
- Harmadik opció: irányított rakéta fegyverek használatának lehetőségét jelenti - minden más tekintetben megegyezik a második opcióval. Jelenleg ez a képesség csak a 70 mm lézervezérlésű (SAL) rakétákat jelenti, mivel legpotensebb irányított fegyver: a Spike ER2 rakéta integrációja még folyamatban van.

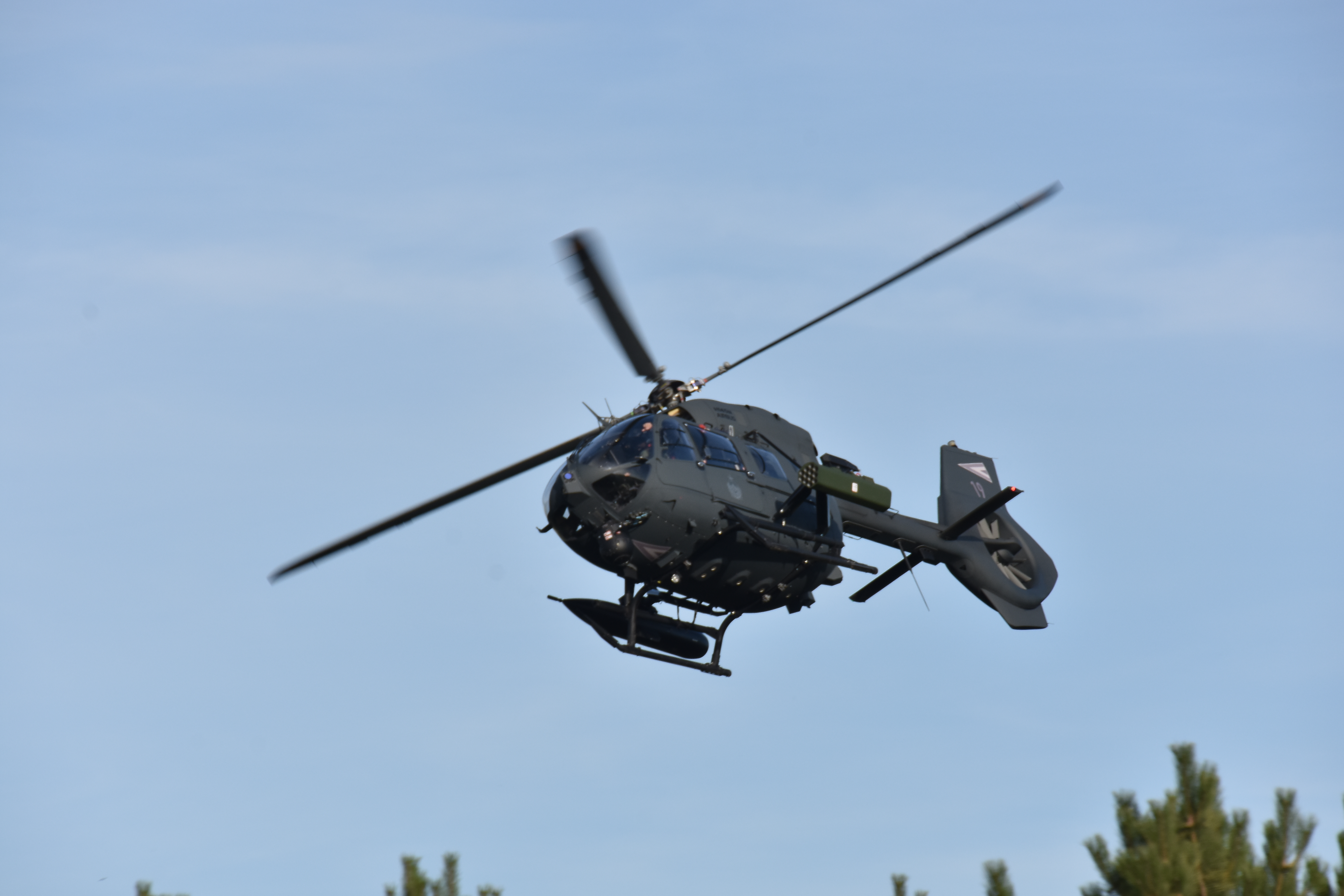
A Magyar Honvédség gépágyúval és rakétákkal felfegyverzett helikoptere

Az HForce rendszerrel felszerelt H145M által hordozható és bevethető fegyverek az alábbiak lehetnek:
- FN-Herstal D-HMP250 illetve D-HMP400 géppuska-konténer, amelynek M3 típusú géppuskája 12,7x99mm-es lőszert tüzel mintegy 1100 lövés/perc tűzgyorsasággal. Lőszerkészlete típusváltozattól függően 250 vagy 400 darab lőszer. Tömege töltve 116,5 kg illetve 138,3 kg a 400 lőszeres változat esetében. Létezik egy 250 lőszert illetve 3 db 70 mm-es rakétát hordozni képes változat is RMP néven, amelynek töltött tömege 159,2 kg.[8] A rendelkezésre álló információk szerint a Honvédség nem rendszeresített géppuska-konténereket a H145M típusú helikoptereihez.
- Nexter NC621 gépágyú-konténer, amely 20x102 mm-es lőszert tüzel mintegy 750 lövés/perc tűzgyorsasággal. Lőszerkészlete 180 darab lőszer. Maximális lőtávolsága: 2000 méter.[5] Az AP-T páncéltörőlőszerrel a gépágyú 20 mm páncélzatot (RHA) képes átütni 30 fokos becsapódás esetén 800m távolságból. A gépágyú reakció ereje 450N, amelyből 200-at maga konténer kompenzál, 250-et pedig a helikopter robotpilótája.[9] A 20 mm-es gépágyú konténer rendszeresítésre került a Honvédségnél.[5]

- Thales FZ231 rakétakonténer 70 mm-es nem irányított rakéták (NIR) számára, amelyekből egyidejűleg 12 darab tölthető a konténerbe. A konténer üres tömege 31 kg és a NATO szabvány 70 mm-es rakéták széles választékát képes indítani. 1,2 km-es távolságról a nem irányított rakéták találati pontossága mintegy 30 m.[6] A Thales kifejlesztett félaktív lézeres rávezetést használó rakéta típust, amely legfeljebb 7 km távolságból indítva 1 méteres pontossággal (CEP) talál célba.[10] A Honvédség az FZ231 típusú konténert rendszeresítette.[5] A félaktív lézeres rávezetést használó rakéták rendszeresítéséről nincs információ.
- Sz-80 szovjet-orosz eredetű 80 mm-es nem-irányított rakétákat sikeresen integrálta a Szerb Haderő a H145M helikoptereikre.[6]
- Spike ER2 páncéltörő rakéta, amely akár 16 km távolságból is indítható. A fegyver integrációja folyamatban van, az első éles lövészet 2022 januárjában megtörtént és az év végéig be is fejeződik.[11][12] A H145M 8 darab páncéltörő rakétát fog tudni hordozni és indítani.[13]
- Spike LR2 rakéta is bevethető lesz a helikopterről a ER2 változat integrációjának köszönhetően.[14] A LR2-es verzió helikopterről indítva legfeljebb 10 km-re lévő célpontokat támadhat. Mivel a Spike LR2 a Honvédség Lynx harcjárművéhez nagy mennyiségben lesz rendszeresítve, így szükség esetén a H145M helikopterekhez is lesz bőven páncéltörő rakéta, noha inkább a Spike ER2 az optimális páncéltörő fegyverzet a helikopterek számára. A H145M 8 darab Spike LR2-est hordozhat.

A H145M "klasszikus" helikopter fegyverzetként hordozhat különféle 7,62 mm-es géppuskákat a kabin padlójához rögzített fegyverállványokon. Ez esetben a nyitott oldalsó ajtókon át lehetséges a tüzelés az HForce rendszertől függetlenül. Ennek a fegyvernek az elsődleges feladata, hogy fel- és leszállás közben biztosítsa a helikopter környezetét.  Magyar Honvédségnél a 7,62 mm-es FN MAG géppuska került rendszeresítve "ajtófegyverzetként". A géppuskák egyetlen hátránya, hogy külső függesztmények (gépágyúkonténer, rakétablokkok) alkalmazása esetén azok az oldalajtókban nem használhatók, elsősorban a helikopterek kis méretéből adódóan.

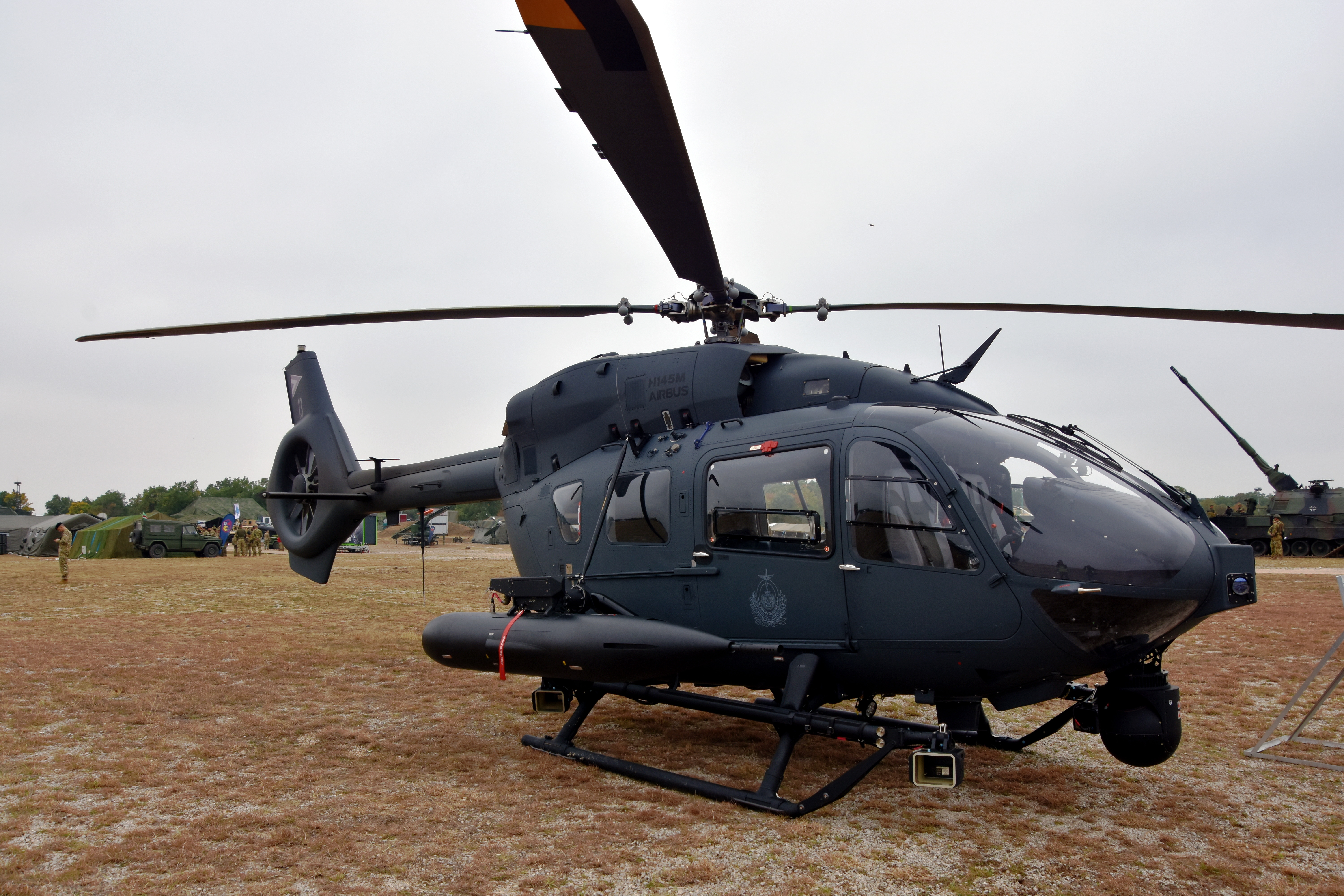
A 20 mm-es NC621 gépágyú a magyar H145M helikopterek egyik alapfegyverzete
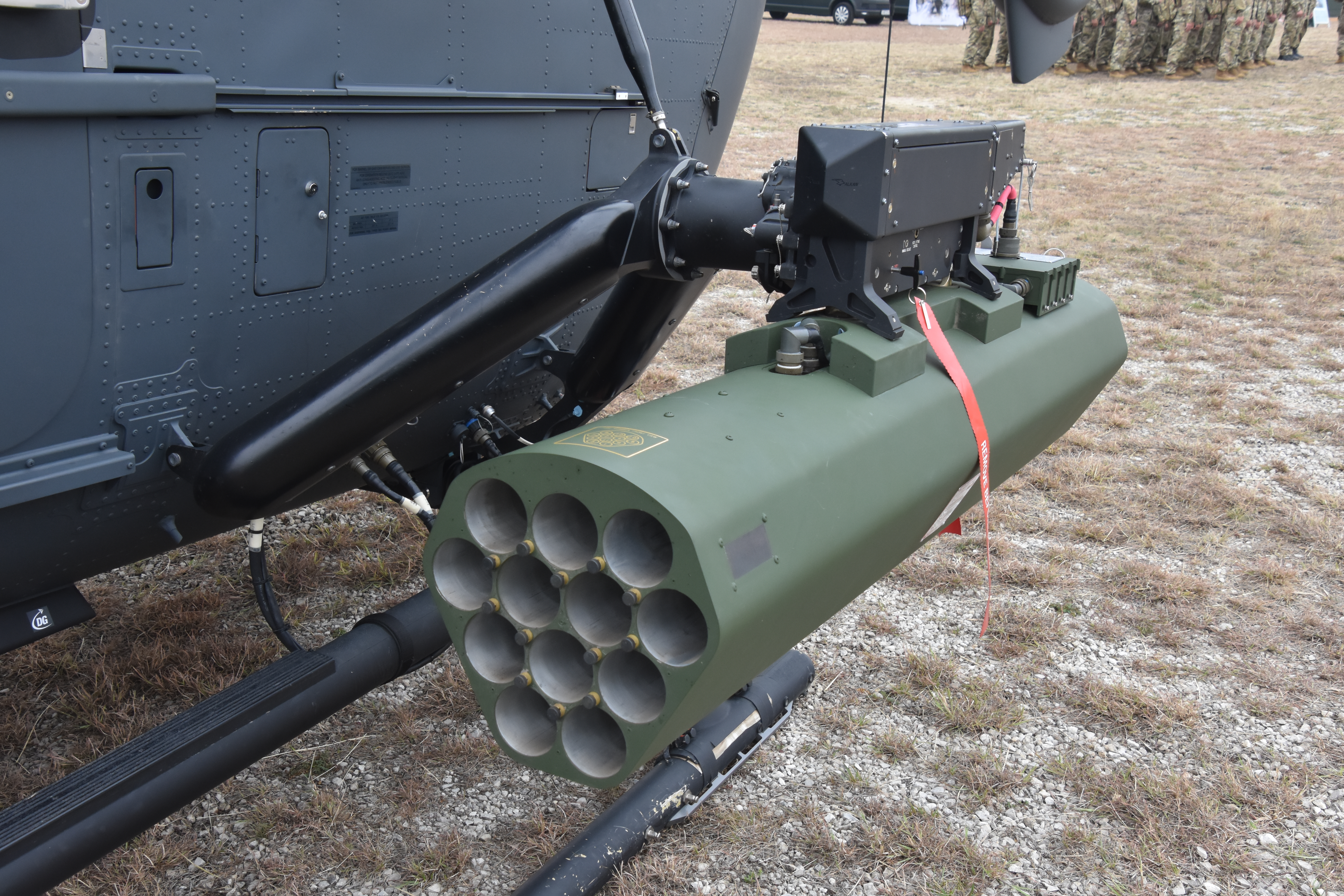
FZ231 tizenkét-csövű rakétablokk a magyar H145M helikopterek másik alapfegyverzete
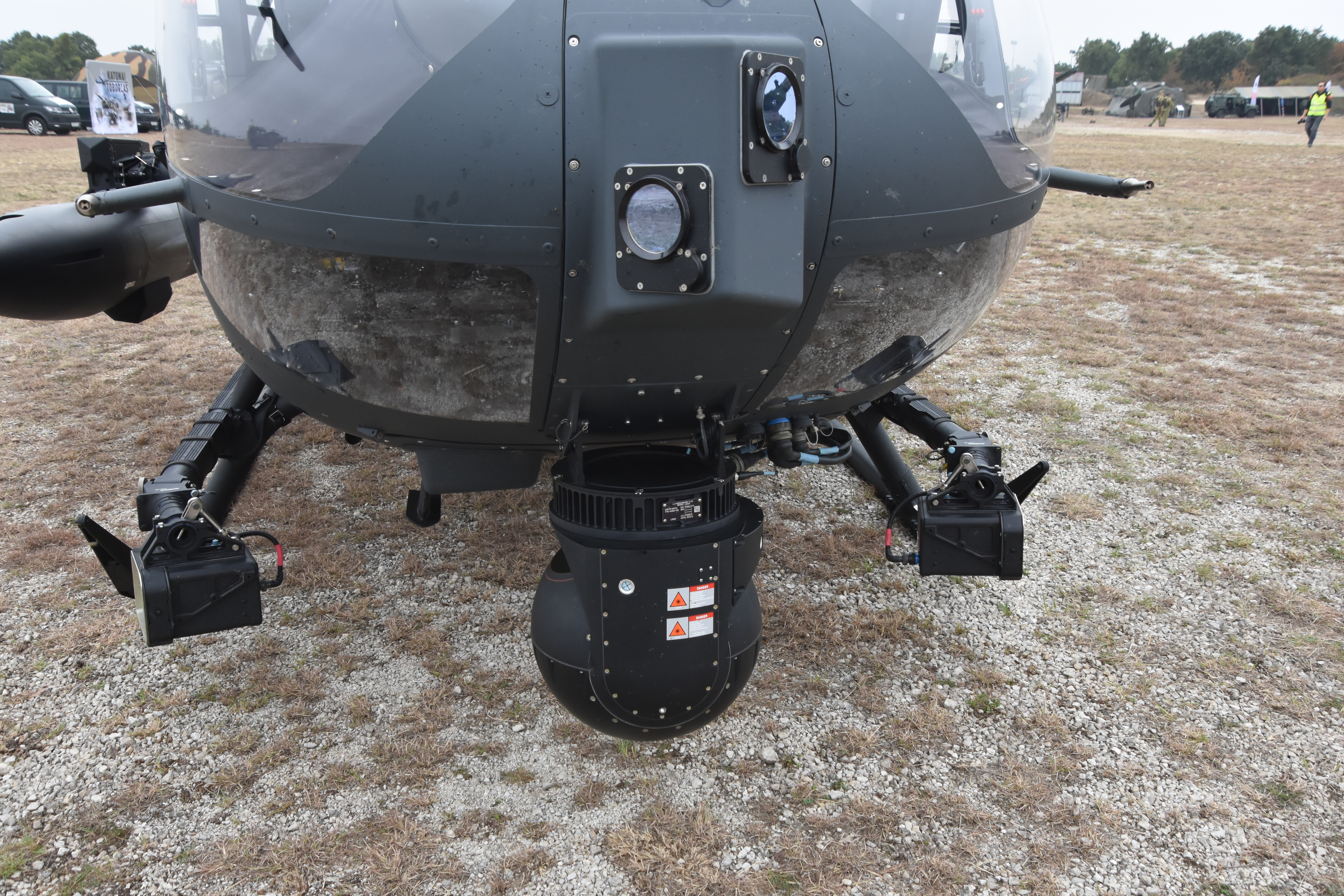
Az orr alatt egy MX-15i elektrooptikai szenzortorony - a H145M "mindentlátó szeme" látható, a gép orrán a két kerek optikai érzékelő pedig légvédelmi rakéta indítására figyelmeztet
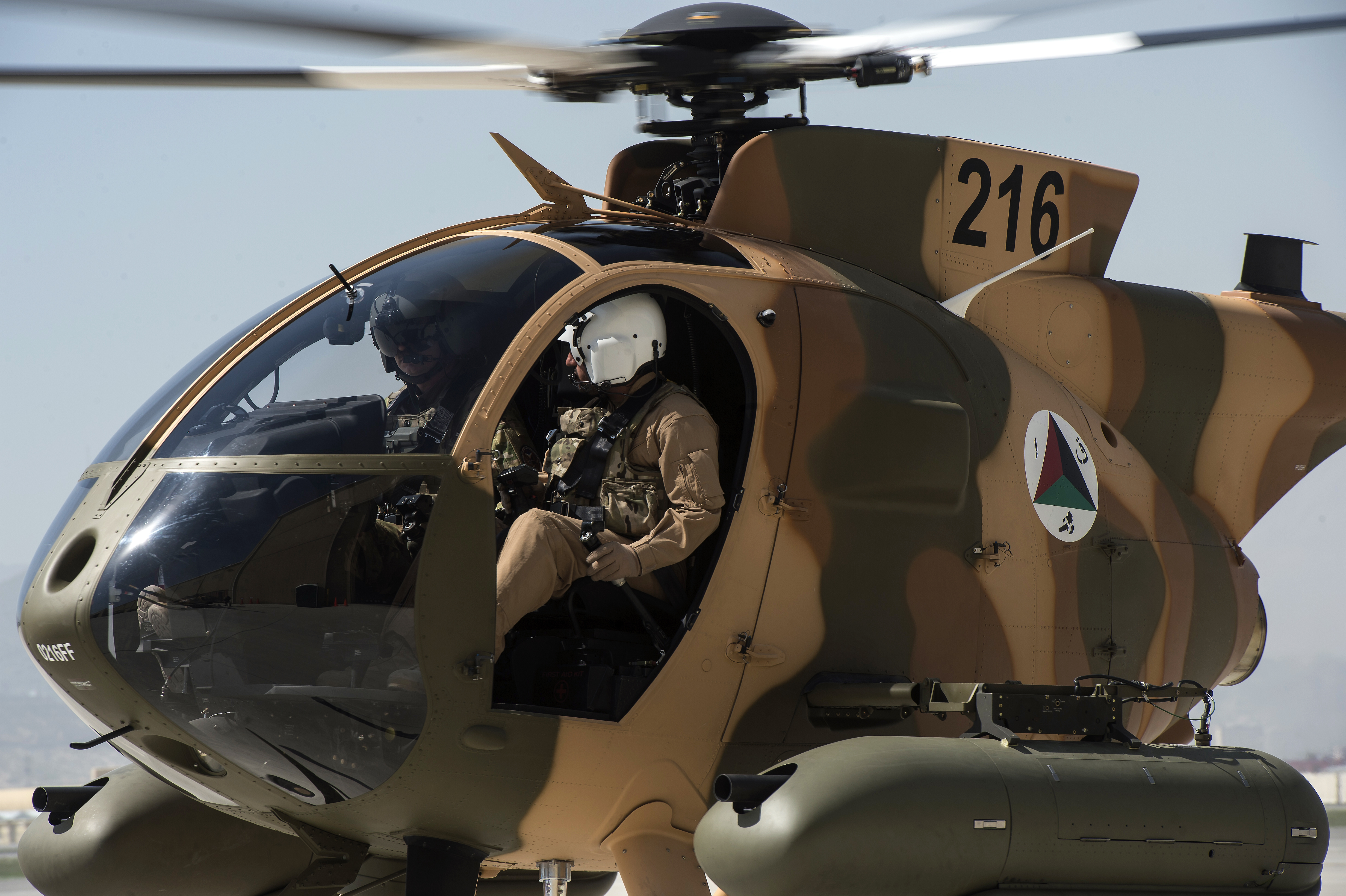
FN HMP400 géppuska-konténerek MD 530F helikopteren
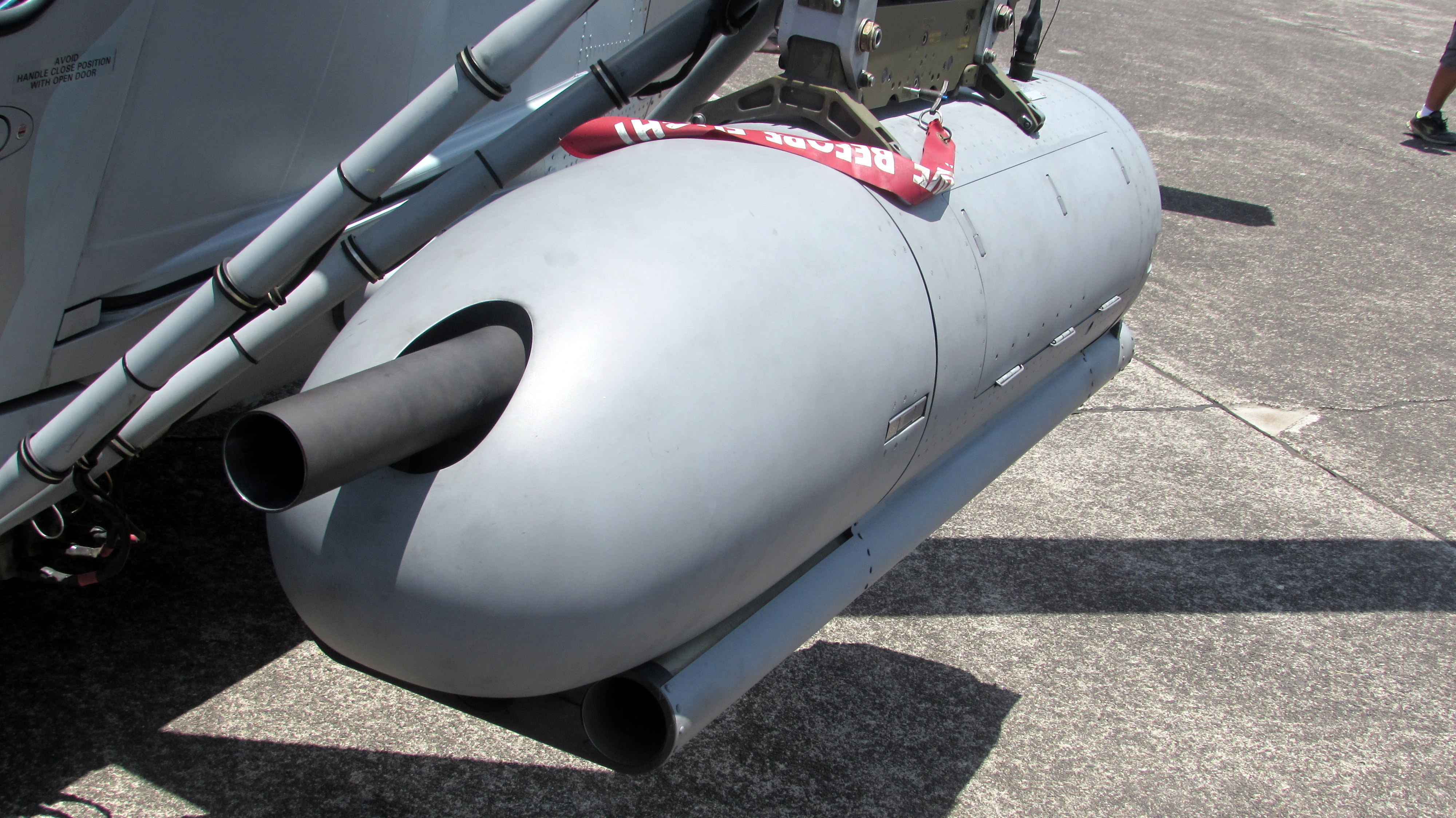
FN RMP rakétás géppuska-konténer
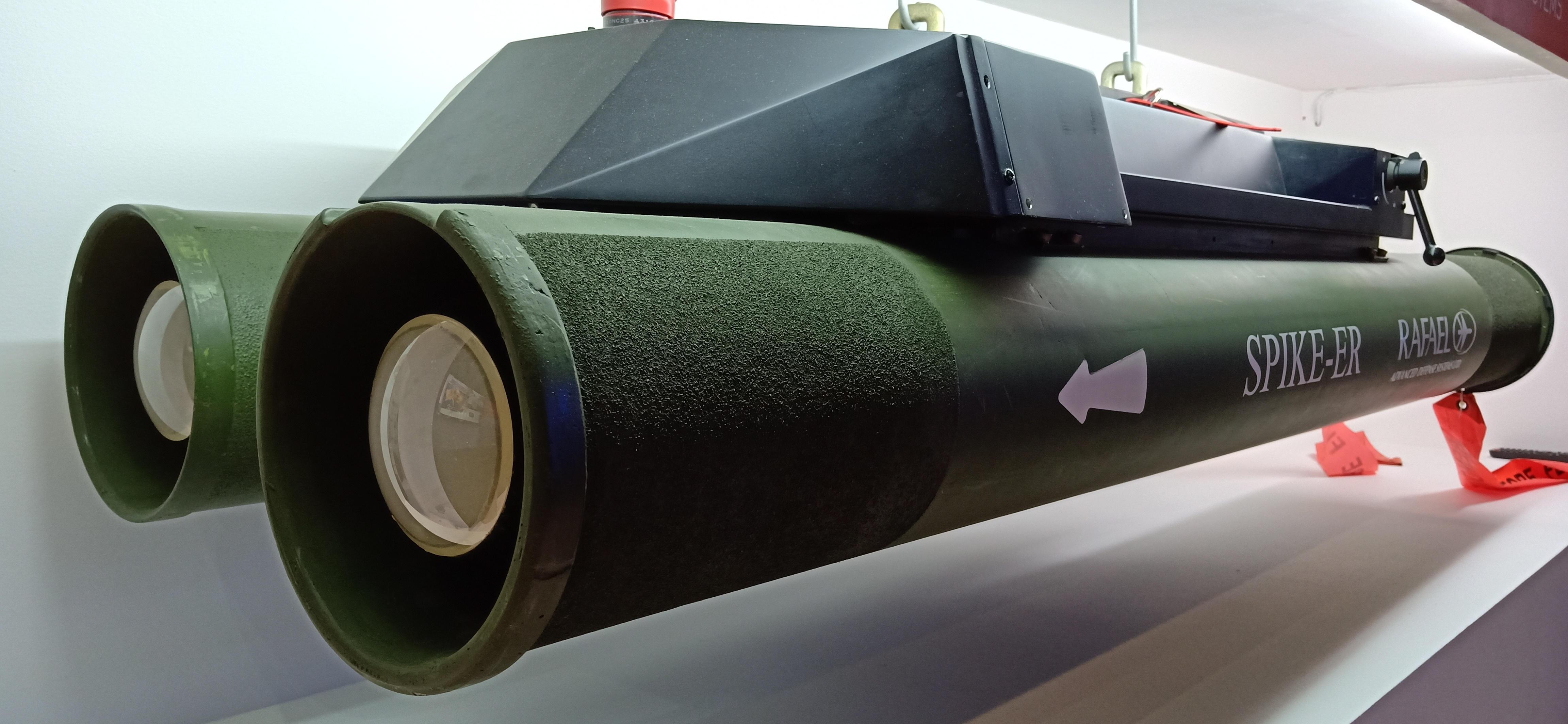
Két rakétás Spike ER indító - a H145M várhatóan 2x4 db rakétát fog tudni hordozni az ER2 verzióból

## Alkalmazás a Magyar Honvédségben
A Magyar Honvédség 20 darab H145M helikoptert rendelt 2018 júniusában. A 20 helikopterből 10 általános szállító (ún. LUH), 5 db kutató-mentő (ún. SAR) és 5 db többcélú (ún. multi-purpose) konfigurációban készült el. Valamennyi magyar helikopter megkapta az HForce fegyverrendszer teljes csomagját vagyis az ún. harmadik opciót, azonban a lézeres célmegjelölésre is alkalmas Wescam MX-15Di optikai szenzorokból kevesebb van, mint ahány helikopter beszerzésre került. Az elérhető sajtófotók tanúsága szerint ezeket időnként átszerelik egyik gépről a másikra. 
A magyar kutató-mentő helikopterek 272 kg terhelhetőségű Goodrich gyártmányú csörlővel, amellyel legfeljebb 90 méteres mélységből képes terheket, embereket a fedélzetre húzni. Ez a típus egy TrakkaBeam A800-as keresőreflektorral is fel van szerelve.
Kiszolgáló-eszközökkel összesen mintegy 105 milliárd forintba került a H145M helikopterek beszerzése, és 60 magyar pilótát képeztek ki erre a típusra 2021 decemberéig.
A 20 helikopterhez a Honvédség 5 db Nexter NC621 gépágyú-konténert és 5db Thales FZ231 rakétakonténert szerzett be - 2021 végéig legalábbis. Ezenkívül ismeretlen számú fegyverállvány is beszerzésre került FN MAG géppuskákhoz, amellyel az elhúzott ajtókból lehet tüzelni.
A helikopterek rakéta fegyverzetének beszerzése (70 mm rakéták és Spike) 2023 és 2025 között várható.
2021. szeptember 23-án megtartották a H145M helikopterek első éles lövészetét, ahol a 20 mm-es gépágyúkkal gyakorlatoztak a pilóták.
2021. október 29-én érte el a magyar H145M helikopterflotta az 5000. repült órát.
2021. december 2-án vette át a Honvédség huszadik H145M helikopterét, és ezzel teljessé vált a magyar könnyű helikopterflotta.
2022. február 1-én hivatalosan is hadrendbe állt a H145M típus a Honvédség szolnoki bázisán.
2022. október közepén érte el a magyar H145M helikopterflotta a 10 000 repült órát.
2023. június 21-én Horvátország területén zajló hadgyakorlat során az egyik helikopter lezuhant és megsemmisült. A háromfős személyzet minden tagja életét vesztette.

## Éles bevetések
A német Bundeswehr 2021. augusztus 20-án két H145M helikopter szállított Kabulba, hogy segítse az evakuálást. A két leszerelt forgószárnyú helikoptert egy A400M repülőgép vitte Afganisztánba.

## Rendszeresítő országok
- Albánia
- Bolívia
- Ciprus – 6 helikopter megrendelve[25]
- Ecuador
- Luxemburg
- Magyarország – 19 helikopter (eredetileg 20, de egy gép 2023 június 21-én balesetben megsemmisült.)
- Németország – 15 helikopter
- Szerbia
- Thaiföld